# São Pedro (Cantagalo)
São Pedro ist ein Ort (aldeia) im Distrikt Cantagalo auf der Insel São Tomé im Inselstaat São Tomé und Príncipe.

## Geographie
Der Ort liegt an der Nordgrenze des Distrikts, nahe bei Água Grande und zwischen den Siedlungen Folha Fede, Pinheira und Guegue Norte.